# 泛民區選聯盟 (2015年)
泛民區選聯盟是香港的泛民主派協調出來的選舉聯盟，使用統一口號和標誌，因為香港區議會是單一選區制，泛民主派為避免相同陣營的人士同時出選，導致分薄選票，而建制派取得更多的議席。
泛民區選聯盟是2015年香港區議會選舉的一個團隊，在參選的獨立民主派中，部分會使用泛民區選聯盟這個標誌，表明得到認證，避免被認為是建制派。

## 組成
泛民區選聯盟由10個
及獨立泛民主派的候選人，第一次公佈為213人，其後於選前一周再公佈13名理念相近而同意加入之候選人，合共226人組成，包括:
- 民主黨: 95人
- 公民黨: 25人
- 民 民協: 26人
- 工黨: 12人
- 新民主同盟: 16人
- 街工: 6人
- 社會民主連線：5人
- 民主動力: 1人
- 獨立民主派: 40人

未有參與泛民區選聯盟及協調的政黨，但實行互相通報而並未與其他泛民主派人士競選相同選區的則有：
- 人民力量：9人
- 民主陣線：4人
- 土地正義聯盟：1人

## 2015年泛民區選聯盟名單
只限聯盟所推薦的成員選區名單(以參選時有關人員所屬團體而標示)，成功當選的以粗體顯示。

### 中西區
- A01	中環：許智峯（ 民主黨）
- A02	半山東：吳兆康（ 民主黨）
- A03	衛城：鄭麗（ 民主黨）
- A04	山頂：陳樹滿
- A05	大學：劉偉德
- A06	堅摩：冼卓嵐（ 民主黨）
- A08	西環：莊榮輝（ 民主黨）
- A09	寶翠：楊浩然（ 民主黨）
- A10	石塘咀：葉錦龍
- A11	西營盤：伍永德
- A12	上環：甘乃威（ 民主黨）
- A13	東華：何俊麒（ 民主黨）
- A14	正街：張啟昕（ 民主黨）
- A15	水街：伍凱欣（ 民主黨）

### 灣仔區
- B05     天后：陳建國（ 民主黨）
- B09     樂活：麥國風（ 社會民主連線）
- B10     跑馬地：錢家和
- B11     司徒拔道：區麗莊
- B13     大佛口：梁柏堅

### 東區
- C01     太古城西：趙家賢（ 民主黨）
- C02     太古城東：王振星
- C03     鯉景灣：王學今（ 工黨）
- C04     愛秩序灣：陳嘉柏（ 民主黨）
- C12     環翠：吳彥強（ 公民黨）
- C13     翡翠：黎志強（ 公民黨）
- C21     丹拿：鄭達鴻（ 公民黨）
- C24     南豐：張國昌（ 民主黨）
- C25     康怡：	梁穎敏（ 公民黨）
- C26     康山：	梁兆新（ 公民黨）
- C27     興東：曾國輝（ 工黨）
- C28     西灣河：麥德正（ 工黨）
- C32     樂康：曾健成（ 社會民主連線）
- C33     翠德：李健恆

### 南區
- D01      香港仔：文豪強（ 公民黨）
- D04      利東一：區諾軒（ 民主黨）
- D05      利東二：羅健熙（ 民主黨）
- D06      海怡東：陳家洛（ 公民黨）
- D08      華貴：楊小壁（ 民主黨）
- D09      華富南：黎熙琳（ 民主黨）
- D10      華富北：柴文瀚（ 民主黨）
- D11      薄扶林：司馬文
- D15      黃竹坑：徐遠華（ 民主黨）

### 油尖旺區
- E01      尖沙咀西：劉志雄
- E04      油麻地南：歐陽東（民 民協）
- E05      富榮：李偉鋒（ 民主黨）
- E07      富柏：余德寶（ 公民黨）
- E08      奧運：涂謹申（ 民主黨）
- E09      櫻桃：林浩揚
- E11      大角咀北：王嘉盈（ 公民黨）
- E12      大南：馮文韜（ 民主黨）
- E14      旺角東：劉俊業（ 民主黨）
- E16      油麻地北：林健文（民 民協）
- E17      尖東及京士柏：陳文佑

### 深水埗區
- F01     寶麗：	梁有方（民 民協）
- F04     石硤尾：秦寶山 （民 民協）
- F05     南昌東：何啟明（民 民協）
- F06     南昌南：林偉棠
- F08     南昌西：衛煥南（民 民協）
- F09     富昌：李炯（民 民協）
- F10     麗閣：馮檢基（民 民協）
- F11     幸福：鄒穎恆（民 民協）
- F12     荔枝角南：楊彧（民 民協）
- F13     美孚南：王德全（ 公民黨）
- F14     美孚中：伍月蘭（ 公民黨）
- F15     美孚北：李俊晞（ 公民黨）
- F16     荔枝角中：袁海文（ 民主黨）
- F17     荔枝角北：覃德誠（民 民協）
- F19     李鄭屋：江貴生（民 民協）
- F21     又一村：周嘉發（ 社會民主連線）
- F22     南山、大坑東及大坑西：譚國僑（民 民協）
- F23     龍坪及上白田：吳美（民 民協）

### 九龍城區
- G01     馬頭圍：莫嘉嫻（民 民協）
- G02     馬坑涌：黎廣偉（民 民協）
- G05     常樂：黃永傑（民 民協）
- G06     何文田：陳麗君（ 民主黨）
- G07     嘉道理：蕭亮聲（民 民協）
- G11     宋皇臺：楊振宇（民 民協）
- G12     啟德北：李庭豐（民 民協）
- G13     啟德南：蘇綺雯（ 民主黨）
- G16     土瓜灣南：莊麗玲（ 民主黨）
- G20     紅磡灣：趙仕信（ 工黨）
- G21     紅磡：任國棟（民 民協）
- G23     愛民：馬希鵬
- G24     愛俊：陳友昌

### 黃大仙區
- H02     龍下：郭秀英
- H03     龍上：林偉基（ 民主黨）
- H09     東美：施德來（民 民協）
- H12     天強：李浩然
- H14     竹園南：許錦成（民 民協）
- H16     慈雲西：翁誠光
- H18     正安：黃逸旭
- H20     瓊富：胡志偉（ 民主黨）
- H21     彩雲東：黃國桐（ 民主黨）
- H22     彩雲南：沈運華（ 民主黨）
- H23     彩雲西：謝智傑（ 民主黨）
- H24     池彩：胡志健（ 民主黨）

### 觀塘區
- J03     啟業：林誠
- J04     麗晶：畢東尼（ 公民黨）
- J07     佐敦谷：黃偉達（ 民主黨）
- J08     順天：莫建成（ 民主黨）
- J10     安利：蔡澤鴻
- J13     曉麗：馮國強
- J14     秀茂坪南：計明華（ 民主黨）
- J16     興田：陳汶堅（ 民主黨）
- J17     藍田：游美寶
- J19     平田：吳志輝
- J20     柏雅：陳宇明
- J22     油麗：韓家銘
- J25     麗港城：譚文豪（ 公民黨）
- J25     景田：唐迪勤
- J28     寶樂：鄭景陽（ 民主黨）
- J29     月華：陳錦威
- J32     定安：黃啟明（ 民主黨）
- J34     牛頭角下邨：黃正峰

### 荃灣區
- K02      楊屋道	林錫添 （荃灣社區網絡）
- K06      愉景		趙恩來（ 工黨）
- K07      荃灣中心      李洪波（ 民主黨）
- K08      荃威		王銳德（ 民主黨）
- K09      麗濤		趙佩詩（ 公民黨）
- K10      汀深		夏希諾（ 工黨）
- K13      馬灣          譚凱邦（新民主同盟）
- K14      綠楊		王珮芝（新民主同盟）
- K15      梨木樹東	陳琬琛（ 公民黨）
- K16      梨木樹西	黃家華（ 公民黨）
- K18      象石   	陳嘉榮

### 屯門區
- L02     兆置		林頌鎧（ 民主黨）
- L03     兆翠	        鄧俊滔（ 民主黨）
- L04     安定		江鳳儀（民 民協）
- L06     友愛北         譚駿賢（ 工黨）
- L11     新墟		何孝俊
- L13     恆福		朱順雅（ 民主黨）
- L14     富新		張偉球
- L15     悅湖		葉麗媚
- L16     兆禧	        甄紹南（民 民協）
- L18     蝴蝶  		楊智恆（民 民協）
- L19     樂翠		何俊仁（ 民主黨）
- L21     新景		黃麗嫦（ 民主黨）
- L26     兆康		陳樹英（ 民主黨）
- L27     景峰		何杏梅（ 民主黨）

### 元朗區
- M03     南屏	        黃偉賢（ 民主黨）
- M04     北朗		鄺俊宇（ 民主黨）
- M20     富恩		強國偉（ 工黨）
- M29     嘉湖南		吳玉英
- M30     頌柏		莫炎熙
- M31     錦繡花園	杜嘉倫

### 北區
- N01      聯和墟	羅世恩（ 民主黨）
- N03      祥華		陳旭明（ 民主黨）
- N05      華明		陳惠達（新民主同盟）
- N13      石湖墟	林卓廷（ 民主黨）
- N14      天平西	潘德榮
- N17      天平東	劉其烽（ 民主黨）

### 大埔區
- P02     大埔中		區鎮樺（ 民主黨）
- P03     頌汀	        雷諾（ 民主黨）
- P04     大元      	區鎮濠（ 民主黨）
- P06     怡富           任啟邦（新民主同盟）
- P07     富明新	        關永業（新民主同盟）
- P09     宏福		文念志
- P11     運頭塘	        鄭煒
- P12     新富		郭永健（ 工黨）
- P14     寶雅		周炫瑋（新民主同盟）

### 西貢區
- Q06     寶怡            謝正楓（ 民主黨）
- Q09     健明		梁里（新民主同盟）
- Q11     澳唐		呂文光（新民主同盟）
- Q13     軍寶		黎銘澤（新民主同盟）
- Q15     康景    	林少忠（ 民主黨）
- Q16     翠林		陳源彬
- Q17     寶林		張志董
- Q18     欣英	        鍾錦麟（新民主同盟）
- Q19     運亨		范國威（新民主同盟）
- Q20     景林  		林咏然（ 民主黨）
- Q21     厚德	        曾浩文
- Q22     富藍		陳耀銘
- Q25     廣明		蔡明禧

### 沙田區
- R01     沙田市中心	衛慶祥
- R02     瀝源		黃浩銘（ 社會民主連線）
- R06     王屋           黎梓恩
- R07     沙角	        陳兆陽（新民主同盟）
- R08     博康		趙柱幫（新民主同盟）
- R09     乙明		丘文俊（新民主同盟）
- R10     秦豐		陳諾恆（ 民主黨）
- R11     新田圍		程張迎（ 民主黨）
- R12     翠田		許銳宇（新民主同盟）
- R13     顯嘉		莫偉雄（ 民主黨）
- R15     雲城		張德榮
- R16     徑口		吳錦雄（ 民主黨）
- R18     翠嘉		李世鴻（新民主同盟）
- R19     大圍  		梁鎮軒
- R20     松田		黃學禮
- R21     穗禾		邱智堅
- R22     火炭		陳文煇
- R24     頌安		葉榮（ 工黨）
- R26     馬鞍山市中心	文志偉
- R27     利安		麥潤培
- R28     富龍		曾素麗（ 民主黨）
- R29     烏溪沙		李永成（ 民主黨）
- R30     錦英		丁仕元（ 民主黨）
- R32     恆安		鄭則文（ 民主黨）
- R33     鞍泰		游月華（ 民主黨）
- R34     大水坑		容溟舟
- R36     碧湖		翁愛明
- R37     廣康		吳惠靈（ 工黨）
- R38     廣源		宋子明（ 工黨）

### 葵青區
- S01     葵興	        梁志成（街工）
- S02     葵盛東邨	周偉雄（街工）
- S03     上大窩口	許祺祥（ 民主黨）
- S04     下大窩口	黃炳權（ 民主黨）
- S05     葵涌邨北	梁錦威（街工）
- S06     葵涌邨南       黃潤達（街工）
- S07     石蔭	        尹兆堅（ 民主黨）
- S08     安蔭		梁永權（ 民主黨）
- S09     石籬南		梁國華（ 民主黨）
- S10     石籬北		林紹輝（ 民主黨）
- S11     大白田		徐生雄（ 民主黨）
- S12     葵芳		梁耀忠（街工）
- S15     祖堯		陳德章（ 社會民主連線）
- S16     興芳	        吳劍昇（ 民主黨）
- S18     葵盛西邨  	梁靜珊（街工）
- S19     安灝		劉肇恆（ 民主黨）
- S23     長青		黃光武（ 民主黨）
- S25     盛康		傅滿芳
- S27     長亨		林立志（ 民主黨）
- S28     青發		劉子傑（ 民主黨）
- S29     長安		何志偉（ 民主黨）

### 離島區
- T03     逸東邨南	郭平（ 民主黨）
- T04     東涌北		余俊翔（ 公民黨）
- T06     愉景灣		容詠嫦（ 公民黨）

## 資料來源
1. 1 2  「Q嘜認證」真泛民 浸大黃偉國指無助選情
2. ↑  .   [2018-01-15]. （原始内容存档于2020-08-05）.